# Adolf Schmidt (Politiker, 1925)

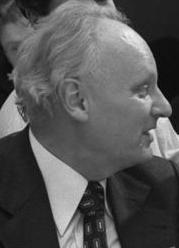
Adolf Schmidt (1978)

Adolf Schmidt (* 18. April 1925 in Holzhausen bei Homberg; † 26. November 2013 in Bochum) war ein deutscher Gewerkschafter und Politiker (SPD). Er war von 1969 bis 1985 Vorsitzender der IG Bergbau und Energie, außerdem war er von 1972 bis 1987 Abgeordneter des Deutschen Bundestages.

## Frühe Jahre
Schmidt wurde im April 1925 als Sohn eines Schlossers geboren. Er besuchte die Volksschule und machte von 1939 bis 1942 eine Lehre als Grubenschlosser in Frielendorf. Im Zweiten Weltkrieg war er Mechaniker in einem U-Boot, geriet in Kriegsgefangenschaft, aus der er 1945 wieder entlassen wurde. Anschließend arbeitete er wieder in der Braunkohlenfabrik in Frielendorf, wo er 1947 zum Betriebsrat gewählt wurde. Die IG Bergbau schickte ihn 1950 auf die Akademie der Arbeit in Frankfurt, an der er ein Studium absolvierte.

## Wirken

### Gewerkschaft
Schmidt wurde im Jahr 1949 Mitglied der SPD. Nach seinem Studium war er 1951 und 1952 als hauptamtlicher Sekretär für Jugendfragen bei der Gewerkschaft in München tätig. Danach war er bis 1954 Leiter der Geschäftsstelle im Breisgau, bis 1963 anschließend Leiter der Geschäftsstelle in Gießen. Das nächste Jahr verbrachte er als Tarif- und Betriebsrätesekretär, weiterhin in Gießen, im Jahr 1965 übernahm Schmidt die Leitung des Bezirkes Hessen-Rheinland-Pfalz. Ebenfalls 1965 wurde er Mitglied des geschäftsführenden Vorstandes der Gewerkschaft, die im Jahr 1960 in IG Bergbau und Energie umbenannt worden war. Im November 1969 wurde er Vorsitzender der IG Bergbau und Energie. Im Juli 1971 wurde er zum Präsidenten des internationalen Bergarbeiterverbandes gewählt und blieb dies bis 1984. Er engagierte sich für die Energiegewinnung aus Kohle und Atomenergie gleichermaßen, um der Kohle eine wirtschaftliche Chance zu geben. Im November 1984 wurde er ein letztes Mal als Vorsitzender der IG Bergbau und Energie wiedergewählt, lediglich ein Jahr später trat er von diesem Amt zurück.

### Politik
Schmidt war von 1972 bis 1987 Mitglied des Deutschen Bundestages. Er wurde jedes Mal über die Landesliste der SPD in Nordrhein-Westfalen gewählt. In seinen ersten drei Wahlperioden war er als Ordentliches Mitglied im Ausschuss für Wirtschaft tätig, in der letzten als stellvertretendes Mitglied. Außerdem war er bis September 1978 stellvertretendes Mitglied des Ausschusses für Jugend, Familie und Gesundheit.

## Ehrungen
Im Jahr 1985, dem Jahr seines Rücktritts, wurde Schmidt das Große Verdienstkreuz mit Stern des Verdienstordens der Bundesrepublik Deutschland verliehen. Ein Jahr später, 1986, erhielt er den Verdienstorden des Landes Nordrhein-Westfalen. 1990 wurde er mit dem Staatspreis des Landes Nordrhein-Westfalen ausgezeichnet, 1994 mit dem Heinrich-Brauns-Preis.
Im Andenken an den verstorbenen IG-BE-Vorsitzenden Adolf Schmidt hat die IG Bergbau, Chemie, Energie ihre Bildungsstätte in Haltern am See in Adolf-Schmidt-Bildungszentrum umbenannt.

## Veröffentlichungen
- Rollenkonflikte eines Gewerkschafters im politischen System der Bundesrepublik. In: Zeitschrift für Parlamentsfragen 5 (1974) Heft 1, S. 24–27.